# La tana (film 2020)
La tana (Burrow) è un cortometraggio d'animazione in 2D del 2020 scritto e diretto da Madeline Sharafian e prodotto dalla Pixar Animation Studios. L'ottavo cortometraggio della serie SparkShorts, il cortometraggio è stato pubblicato su Disney+ il 25 dicembre 2020.

## Trama
Una giovane coniglia marrone ha disegnato uno schizzo rozzo ed infantile della sua casa dei sogni su un pezzo di un taccuino. Quando inizia a scavare, due dei suoi nuovi vicini, una talpa e un topo di campagna, gli offrono entrambi con entusiasmo la loro assistenza, mostrando i progetti elaborati e le planimetrie delle tane che hanno costruito per le loro famiglie. Imbarazzata per la semplicità e l'inesperienza del proprio disegno, la coniglietta glielo nasconde, finge di avere un posto dove stare, e inizia freneticamente a scavare più a fondo per allontanarsi da loro, lasciandoli confusi.
Mentre scava, continua a far irruzione per sbaglio in nelle tane di altri vicini, tra cui alcune rane che possiedono una biblioteca, alcuni ricci fornai che le offrono i loro muffin, vari tritoni, uno durante un bagno e un altro che le offre il suo asciugamano e alcuni scarafaggi festaioli e delle formiche che pensano che lei sia il loro intrattenimento per la serata. Questi incidenti aumentano il suo imbarazzo, nonostante il fatto che nessuno dei vicini sembri preoccuparsi delle sue intrusioni. Dopo aver accidentalmente svegliato un animale brontolone in una grotta buia, continua a scavare fino a raggiungere la roccia. Infine, lontano dagli altri, tenta di allargare il buco e formare una sorta di tana, solo per colpire la falda acquifera. L'acqua rilasciata inizia a inondare il suo buco verso le tane dei vicini.
In lacrime, la coniglietta fugge nella grotta buia e sveglia di nuovo l'animale, per spiegare il suo errore. L'animale spaventoso si rivela essere un tasso dormiente e tranquillo, che ruggisce per chiamare gli altri vicini. Insieme alla coniglietta scavano un tunnel laterale per deviare l'acqua in superficie, formando una sorgente e salvando le loro case. Grata, la coniglietta mostra il suo disegno ai vicini, che l'aiutano a migliorarlo logisticamente ma continuano a costruire una casa come quella che immaginava, anche fino alla palla da discoteca che ha disegnato in bagno.

## Produzione
A settembre 2020 la Pixar ha annunciato che un cortometraggio animato in 2D intitolato La tana sarà presentato in anteprima nelle sale prima del lungometraggio Soul. Il corto sarà diretto da Madeline Sharafian e prodotto da Mike Capbarat. Il 9 ottobre 2020 è stato annunciato che il corto sarebbe stato invece presentato in anteprima su Disney+.

## Colonna sonora
Anche se nessun compositore è stato accreditato ufficialmente, la musica del cortometraggio includeva un Concerto per oboe, composto da Wolfgang Amadeus Mozart, che è stato elencato come un ringraziamento speciale.

## Distribuzione
La tana è stato pubblicato su Disney+ il 25 dicembre 2020. Inizialmente il corto previsto per l'uscita nelle sale, insieme a Soul, il 20 novembre 2020, ma fu posticipato a causa della pandemia COVID-19 e infine distribuito su Disney+.

## Accoglienza
Liz Kocan, di Decider, ha dato una recensione positiva, dicendo "Streaming! La tana doveva apparire prima di Soul nei cinema, ma ora che entrambi stanno debuttando direttamente su Disney+, vale ancora la pena usare i tuoi sei minuti. È dolce e affascinante, splendidamente animato e, come molti altri cortometraggi Pixar, pieni di cuore". Anche il sito web The Laughing Place ha elogiato il corto, dicendo che è un" cortometraggio animato dolce e rinfrescante da non perdere". Tara Bennett, di Syfy Wire, ha commentato positivamente dicendo che lo stile "caldo e illustrativo del corto sembra essere stato strappato dalle pagine di un libro di fiabe preferito, proprio come i film d'animazione di Winnie the Pooh".

## Riconoscimenti
- 2021 - Premio Oscar
  - Candidatura per miglior cortometraggio d'animazione